# Флёрсхайм-Дальсхайм

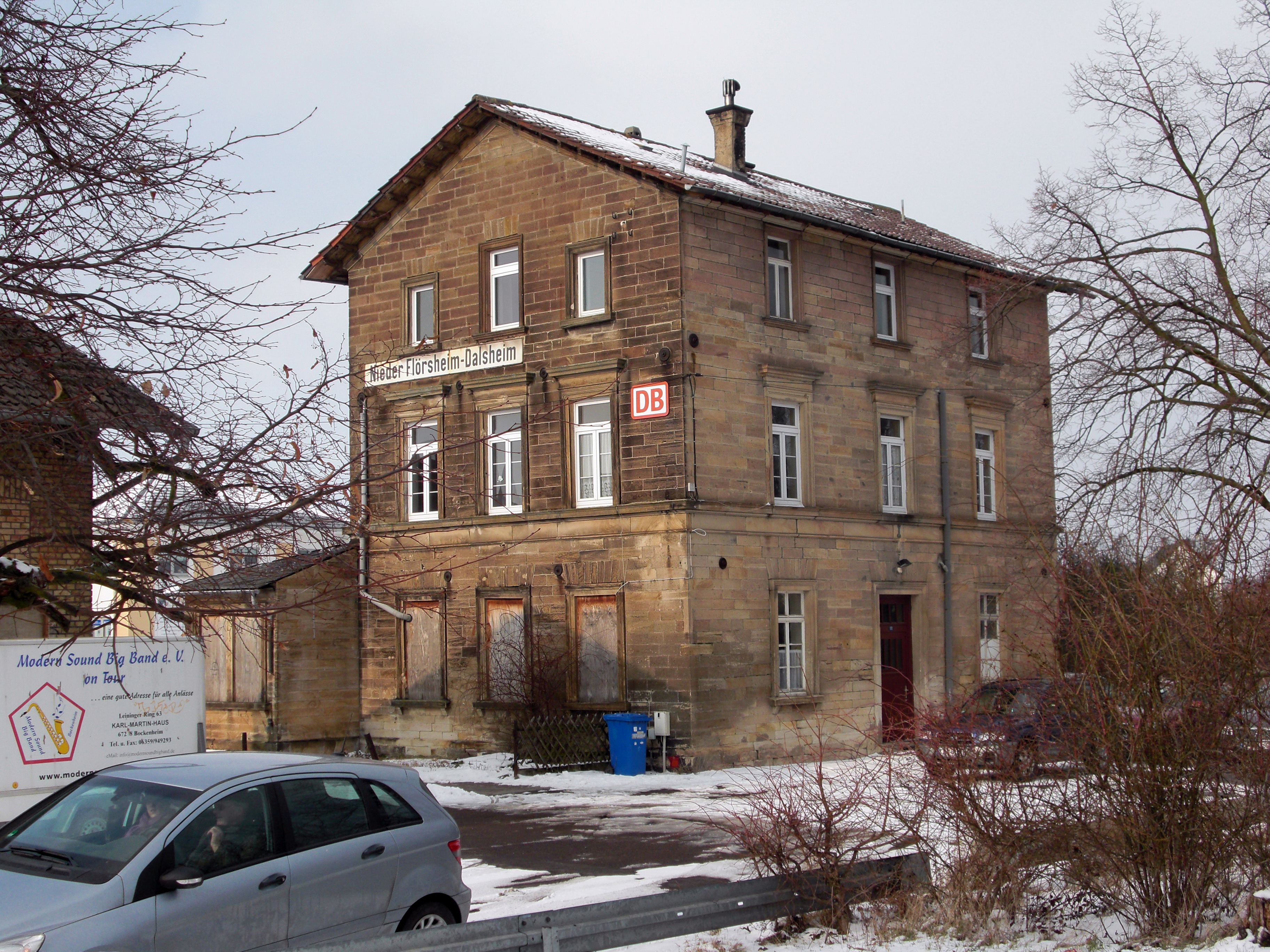
Флёрсхайм-Дальсхайм

Флёрсхайм-Дальсхайм (нем. Flörsheim-Dalsheim) — коммуна в Германии, в земле Рейнланд-Пфальц.
Входит в состав района Альцай-Вормс. Подчиняется управлению Монсхайм. Население составляет 3028 человек (на 31 декабря 2010 года). Занимает площадь 12,71 км².
Коммуна подразделяется на 2 сельских округа.